# Petja Piiroinen
Petja Piiroinen, né le 15 août 1991 à Hyvinkää, est un snowboardeur finlandais spécialisé dans les épreuves de big air et de slopestyle. Révélé lors des championnats du monde juniors 2008 à Valmalenco (Espagne) avec un titre de champion du monde sur big air, titre qu'il remporte de nouveau en 2010 à Cardrona (Nouvelle-Zélande), il devient le 15 janvier 2011 champion du monde senior sur big air à Barcelone (Espagne) devant le Canadien Zach Stone et le Belge Seppe Smits. Il s'agit d'ailleurs de sa première victoire chez les seniors lors de ces mondiaux puisque auparavant il n'était monté que deux fois sur un podium en coupe du monde pour une deuxième place à Stockholm (Suède) le 20 novembre 2010 précédée d'une troisième place à Graz (Autriche) le 5 janvier 2008. Il remporte en janvier 2014, sa première victoire en Coupe du monde à Stoneham.

## Palmarès

### Championnats du monde
| Épreuve / Édition | Épreuve / Édition | Gangwon 2009 | Barcelone 2011 | Stoneham 2013 |
| Big Air           | Big Air           | 6e           | Médaille d'or  | 8e            |
| Slopestyle        | Slopestyle        |              |                | 9e            |

### Coupe du monde
- Meilleur classement en big air : 1er en 2014.

#### Différents classements en coupe du monde
| Année/Classement | Année/Classement | Général | Général | Big Air | Big Air |
| ---------------- | ---------------- | ------- | ------- | ------- | ------- |
| Année/Classement | Année/Classement | Class.  | Points  | Class.  | Points  |
| 2008             | 2008             | 60e     | 1402    | 4e      | 1402    |
| 2009             | 2009             | 110e    | 680     | 15e     | 680     |
| 2010             | 2010             | 106e    | 690     | 15e     | 690     |

### Championnats du monde junior
| Épreuve / Édition | Épreuve / Édition | Valmalenco 2008 | Nagano 2009 | Cardrona 2010 |
| Big Air           | Big Air           | Médaille d'or   | -           | Médaille d'or |
| Half-pipe         | Half-pipe         | 32e             | 26e         | 33e           |
| Slopestyle        | Slopestyle        | -               | -           | 19e           |